# Ipomoea grandidentata
Ipomoea grandidentata är en vindeväxtart som beskrevs av C H. Thompson. Ipomoea grandidentata ingår i släktet praktvindor, och familjen vindeväxter. Inga underarter finns listade i Catalogue of Life.